# HMS Berwick (65)
Pour les autres navires du même nom, voir HMS Berwick.
Le HMS Berwick (pennant number 65) est un croiseur lourd de la classe County opérant pour la Royal Navy. Il a surtout opéré pendant la seconde guerre mondiale.

## Construction
Le navire est construit par les chantiers Fairfield Shipbuilding situés à Govan. Il est lancé le 30 mars 1925.

## Historique

### L'entre deux guerres
Il est d'abord affecté pendant 5 ans en Extrême Orient . En 1932, son armement anti aérien est renforcé par deux systèmes quadruple de calibre 12,7 mm. Une catapulte est ajoutée pour un Fairey Flycatcher jusqu'en 1933 puis pour un Hawker Osprey jusqu'en 1937. De août 1937 à décembre 1938, il est refondu. Les quatre canons de 102 mm sont retirés et remplacés par quatre canons doubles de 102 mm. Quatre canons simples de 40 mm sont remplacés par deux canons octuples de 40 mm. Deux systèmes de largage de charges de profondeur sont ajoutés ainsi que deux hydravions Supermarine Walrus. Il est affecté dans les West Indies.

### La seconde guerre mondiale
Au début de la guerre, il escorte différents convois. En novembre 1939, il est affecté à Scapa Flow. Il effectue différentes patrouilles. En mars 1940, il intercepte deux navires marchands allemands : Wolfsburg (le 2) et Uruguay (le 6). En avril 1940, il participe à la campagne de Norvège puis à l'invasion de l'Islande. Il est ensuite affecté à la Force H : le 7 novembre 1940, il dépose des troupes à Malte et part pour Alexandrie. Le 11 novembre, il escorte le porte-avions Illustrious lors du raid sur Tarente. Le 27 novembre, il participe à la bataille du cap Teulada où il encaisse 2 obus de 203 mm causant le décès de 7 personnes et en blessant 9 autres,. En décembre 1940, il escorte le convoi WS 5a en compagnie des porte-avions HMS Argus et HMS Furious. Le croiseur lourd allemand Admiral Hipper attaque le convoi sans avoir aperçu l'escorte. Ce dernier touche en fuyant le HMS Berwick par quatre fois, détruisant une tourelle avant.

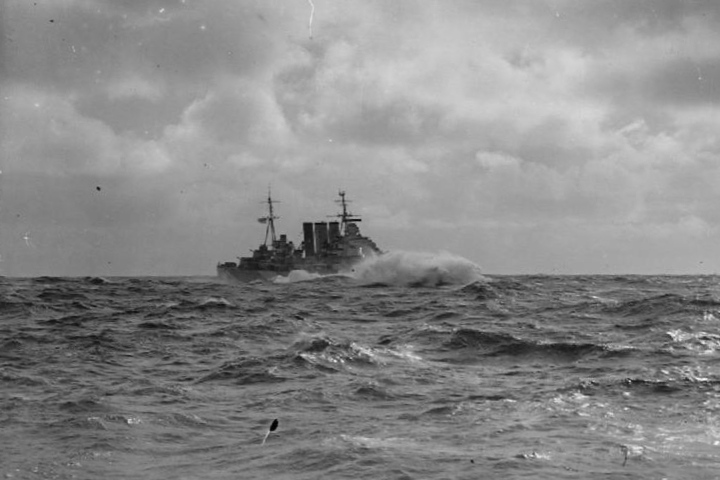
Le HMS Berwick le long des cotes norvégiennes.

Il entre en réparation jusqu'en octobre 1941. Un radar de type 281 (en) est ajouté ainsi qu'un direction de tir de type 284. Cinq canons de 20 mm Oerlikon sont placés sur la plage arrière. En novembre 1941, il escorte le convoi PQ 4 puis en mars 1942, le convoi QP 12 et le convoi PQ 8.
De mai à août 1942, il entre en refonte. La catapulte ainsi qu'un système quadruple de calibre 12,7 mm sont déposés. À la place, six nouveaux canons de 20 mm Oerlikon et un radar de veille air/mer de type 273 (en) sont ajoutés. Le croiseur patrouille ensuite dans le Détroit de Danemark ou en escorte des convois de l'Arctique. En décembre 1942, il escorte le convoi JW 51A puis le convoi RA 51 en janvier 1943.
De août à octobre 1943, sept canons doubles de 20 mm Oerlikon sont ajoutés. Le système radar est renforcé. En janvier 1944, il escorte le convoi JW 56. En février, il poursuit avec les convois JW 56 B, RA 56 et JW 57. En mai et en juin 1944, il participe à l'opération croquet et Lombard qui font partie de l'opération Fortitude pour protéger le débarquement en Normandie.
En novembre 1944, il escorte le convoi RA 61A. En juillet 1945, il part pour Ceylan. Il est vendu en 1948 pour démolition.

#### Escorte de convois
Il participe à l'escorte de plusieurs convois lors de la guerre.
| Date           | Convois escortés                |
| -------------- | ------------------------------- |
| Septembre 1939 | convois HX 1 et HX 3            |
| Décembre 1940  | convoi WS 5a                    |
| Novembre 1941  | convoi PQ 4                     |
| Mars 1942      | convois QP 12 et PQ 8.          |
| Décembre 1942  | convoi JW 51A                   |
| Janvier 1943   | convoi RA 51                    |
| Janvier 1944   | convoi JW 56                    |
| Février 1944   | convois JW 56 B, RA 56 et JW 57 |
| Novembre 1944  | convoi RA 61A                   |